# Clara y Elena
Clara y Elena és una pel·lícula espanyola melodramàtica del 2001 dirigida per Manuel Iborra i protagonitzada per Verónica Forqué i Carmen Maura. El guió es bvasa en la novel·la Mujeres de ojos grandes d'Ángeles Mastreta.

## Argument
Clara (Verónica Forqué) i Elena (Carmen Maura) són 2 germanes amb 2 anys de diferència, però es van criar sempre juntes. Elena, la major, sempre ha estat molt juganera i inquieta; mentre que Clara és més somiadora.
Un dia li diagnostiquen un càncer a Clara i la seva germana es bolcarà en cos i ànima perquè superi amb èxit aquesta malaltia.

## Repartiment
| Actor/Actriu         | Personatge        |
| -------------------- | ----------------- |
| Carmen Maura         | Elena             |
| Verónica Forqué      | Clara             |
| Jorge Sanz           | Camarero          |
| Alexis Valdés        | Vendedor          |
| Manuel Alexandre     | Doctor            |
| Elena Ballesteros    | Elena adolescente |
| Ferran Botifoll      |                   |
| Vanesa Cabeza        | Lupe              |
| Nadia de Santiago    | Elena niña        |
| Fernando Delgado     | Padre             |
| Amanda García        | Clara Adolescente |
| Nerea García         | Clara Niña        |
| Vicente Haro         | Vicente           |
| Javier Lago          |                   |
| Lucas Martín         |                   |
| José Antonio Navarro |                   |
| Francesc Orella      | Eddy              |
| Pablo Rivero         |                   |
| José María Sacristán |                   |
| Aurora Sánchez       |                   |
| Natalia Sánchez      |                   |

## Recepció
Fou exhibida en la cerimònia de clausura de la XXII edició de la Mostra de València el 26 d'octubre de 2001.